# Premi BAFTA 2018
La 71ª edizione dei BAFTA, premi conferiti dalla British Academy of Film and Television Arts alle migliori produzioni cinematografiche del 2017, si è tenuta il 18 febbraio 2018 alla Royal Albert Hall di Londra. La cerimonia è stata presentata da Joanna Lumley, attrice britannica.
Le candidature sono state annunciate il 9 gennaio 2018.

## Vincitori e candidati

### Miglior film
- Tre manifesti a Ebbing, Missouri (Three Billboards Outside Ebbing, Missouri), regia di Martin McDonagh
- Chiamami col tuo nome (Call Me by Your Name), regia di Luca Guadagnino
- Dunkirk, regia di Christopher Nolan
- La forma dell'acqua - The Shape of Water (The Shape of Water), regia di Guillermo del Toro
- L'ora più buia (Darkest Hour), regia di Joe Wright

### Miglior film britannico
- Tre manifesti a Ebbing, Missouri (Three Billboards Outside Ebbing, Missouri), regia di Martin McDonagh
- La terra di Dio - God's Own Country (God's Own Country), regia di Francis Lee
- Lady Macbeth, regia di William Oldroyd
- Morto Stalin, se ne fa un altro (The Death of Stalin), regia di Armando Iannucci
- L'ora più buia (Darkest Hour), regia di Joe Wright
- Paddington 2, regia di Paul King

### Miglior debutto di un regista, sceneggiatore o produttore britannico
- Rungano Nyoni (sceneggiatrice, regista), Emily Morgan (produttrice) – I Am Not a Witch
- Alice Birch (sceneggiatrice), William Oldroyd (regista), Fodhla Cronin O’Reilly (produttrice) – Lady Macbeth
- Lucy Cohen (regista) – Kingdom of Us
- Johnny Harris (sceneggiatore, produttore), Thomas Napper (regista) – Jawbone
- Gareth Tunley (sceneggiatore, regista, produttore), Jack Healy Guttman e Tom Meeten (produttori) – The Ghoul

### Miglior film straniero
- Mademoiselle (Agassi), regia di Park Chan-wook • Corea del Sud
- Il cliente (Forušande), regia di Asghar Farhadi • Iran
- Elle, regia di Paul Verhoeven • Francia, Belgio, Germania
- Loveless (Neljubov'), regia di Andrej Zvjagincev • Russia
- Per primo hanno ucciso mio padre (First They Killed My Father), regia di Angelina Jolie • Cambogia

### Miglior documentario
- I Am Not Your Negro, regia di Raoul Peck
- City of Ghosts, regia di Matthew Heineman
- Icarus, regia di Bryan Fogel
- Jane, regia di Brett Morgen
- Una scomoda verità 2 (An Inconvenient Sequel: Truth to Power), regia di Bonni Cohen e Jon Shenk

### Miglior film d'animazione
- Coco, regia di Lee Unkrich e Adrian Molina
- Loving Vincent, regia di Dorota Kobiela e Hugh Welchman
- La mia vita da Zucchina (Ma vie de Courgette), regia di Claude Barras

### Miglior regista
- Guillermo del Toro – La forma dell'acqua - The Shape of Water (The Shape of Water)
- Luca Guadagnino – Chiamami col tuo nome (Call Me by Your Name)
- Martin McDonagh – Tre manifesti a Ebbing, Missouri (Three Billboards Outside Ebbing, Missouri)
- Christopher Nolan – Dunkirk
- Denis Villeneuve – Blade Runner 2049

### Miglior sceneggiatura originale
- Martin McDonagh – Tre manifesti a Ebbing, Missouri (Three Billboards Outside Ebbing, Missouri)
- Guillermo del Toro e Vanessa Taylor – La forma dell'acqua - The Shape of Water (The Shape of Water)
- Greta Gerwig – Lady Bird
- Jordan Peele – Scappa - Get Out (Get Out)
- Steven Rogers – Tonya (I, Tonya)

### Miglior sceneggiatura non originale
- James Ivory - Chiamami col tuo nome (Call Me by Your Name)
- Simon Farnaby e Paul King – Paddington 2
- Matt Greenhalgh – Le stelle non si spengono a Liverpool (Film Stars Don't Die in Liverpool)
- Armando Iannucci, Ian Martin e David Schneider – Morto Stalin, se ne fa un altro (The Death of Stalin)
- Aaron Sorkin – Molly's Game

### Miglior attore protagonista
- Gary Oldman – L'ora più buia (Darkest Hour)
- Jamie Bell – Le stelle non si spengono a Liverpool (Film Stars Don't Die in Liverpool)
- Timothée Chalamet – Chiamami col tuo nome (Call Me by Your Name)
- Daniel Day-Lewis – Il filo nascosto (Phantom Thread)
- Daniel Kaluuya – Scappa - Get Out (Get Out)

### Miglior attrice protagonista
- Frances McDormand – Tre manifesti a Ebbing, Missouri (Three Billboards Outside Ebbing, Missouri)
- Annette Bening – Le stelle non si spengono a Liverpool (Film Stars Don't Die in Liverpool)
- Sally Hawkins – La forma dell'acqua - The Shape of Water (The Shape of Water)
- Margot Robbie – Tonya (I, Tonya)
- Saoirse Ronan – Lady Bird

### Miglior attore non protagonista
- Sam Rockwell – Tre manifesti a Ebbing, Missouri (Three Billboards Outside Ebbing, Missouri)
- Willem Dafoe – Un sogno chiamato Florida (The Florida Project)
- Hugh Grant – Paddington 2
- Woody Harrelson – Tre manifesti a Ebbing, Missouri (Three Billboards Outside Ebbing, Missouri)
- Christopher Plummer – Tutti i soldi del mondo (All the Money in the World)

### Miglior attrice non protagonista
- Allison Janney – Tonya (I, Tonya)
- Lesley Manville – Il filo nascosto (Phantom Thread)
- Laurie Metcalf – Lady Bird
- Kristin Scott Thomas – L'ora più buia (Darkest Hour)
- Octavia Spencer – La forma dell'acqua - The Shape of Water (The Shape of Water)

### Miglior colonna sonora
- Alexandre Desplat – La forma dell'acqua - The Shape of Water (The Shape of Water)
- Jonny Greenwood – Il filo nascosto (Phantom Thread)
- Dario Marianelli – L'ora più buia (Darkest Hour)
- Benjamin Wallfisch e Hans Zimmer - Blade Runner 2049
- Hans Zimmer – Dunkirk

### Miglior fotografia
- Roger Deakins – Blade Runner 2049
- Ben Davis – Tre manifesti a Ebbing, Missouri (Three Billboards Outside Ebbing, Missouri)
- Bruno Delbonnel – L'ora più buia (Darkest Hour)
- Dan Laustsen – La forma dell'acqua - The Shape of Water (The Shape of Water)
- Hoyte van Hoytema – Dunkirk

### Miglior montaggio
- Jonathan Amos e Paul Machliss – Baby Driver - Il genio della fuga (Baby Driver)
- Jon Gregory – Tre manifesti a Ebbing, Missouri (Three Billboards Outside Ebbing, Missouri)
- Lee Smith – Dunkirk
- Joe Walker – Blade Runner 2049
- Sidney Wolinsky – La forma dell'acqua - The Shape of Water (The Shape of Water)

### Miglior scenografia
- Paul D. Austerberry, Jeff Melvin e Shane Vieau – La forma dell'acqua - The Shape of Water (The Shape of Water)
- Nathan Crowley e Gary Fettis – Dunkirk
- Dennis Gassner e Alessandra Querzola – Blade Runner 2049
- Sarah Greenwood e Katie Spencer – La bella e la bestia (Beauty and the Beast)
- Sarah Greenwood e Katie Spencer – L'ora più buia (Darkest Hour)

### Migliori costumi
- Mark Bridges – Il filo nascosto (Phantom Thread)
- Jacqueline Durran – La bella e la bestia (Beauty and the Beast)
- Jacqueline Durran – L'ora più buia (Darkest Hour)
- Jennifer Johnson – Tonya (I, Tonya)
- Luis Sequeira – La forma dell'acqua - The Shape of Water (The Shape of Water)

### Miglior trucco e acconciatura
- David Malinowski, Ivana Primorac, Lucy Sibbick e Kazuhiro Tsuji – L'ora più buia (Darkest Hour)
- Naomi Bakstad, Robert A. Pandini e Arjen Tuiten – Wonder
- Deborah La Mia Denaver e Adruitha Lee – Tonya (I, Tonya)
- Donald Mowat e Kerry Warn – Blade Runner 2049
- Daniel Phillips – Vittoria e Abdul (Victoria & Abdul)

### Miglior sonoro
- Richard King, Gregg Landaker, Gary A. Rizzo e Mark Weingarten – Dunkirk
- Ron Bartlett, Doug Hemphill, Mark Mangini e Mac Ruth – Blade Runner 2049
- Tim Cavagin, Mary H. Ellis e Julian Slater – Baby Driver - Il genio della fuga (Baby Driver)
- Christian Cooke, Glen Gauthier, Nathan Robitaille e Brad Zoern – La forma dell'acqua - The Shape of Water (The Shape of Water)
- Ren Klyce, David Parker, Michael Semanick, Stuart Wilson e Matthew Wood – Star Wars: Gli ultimi Jedi (Star Wars: Gli ultimi Jedi)

### Miglior effetti speciali
- Gerd Nefzer e John Nelson – Blade Runner 2049
- Stephen Aplin, Chris Courbould, Ben Morris, Neal Scanlan - Star Wars: Gli ultimi Jedi (Star Wars: The Last Jedi)
- Daniel Barrett, Dan Lemmon, Joe Letteri, Joel Whist - The War - Il pianeta delle scimmie (War for the Planet of the Apes)
- Dennis Berardi, Trey Harrell e Kevin Scott – La forma dell'acqua - The Shape of Water (The Shape of Water)
- Scott Fisher e Andrew Jackson – Dunkirk

### Miglior cortometraggio animato britannico
- Poles Apart, regia di Paloma Baeza e Ser En Low
- Have Heart, regia di Will Anderson
- Mamoon, regia di Ben Steer

### Miglior cortometraggio britannico
- Cowboy Dave, regia di Colin O'Toole
- Aamir, regia di Vika Evdokimenko
- A Drowning Man, regia di Mahdi Fleifel
- Work, regia di Aneil Karia
- Wren Boys, regia di Harry Lighton

### Miglior stella emergente
- Daniel Kaluuya
- Timothée Chalamet
- Josh O'Connor
- Florence Pugh
- Tessa Thompson